# Dan Wells (autor)
Daniel Andrew "Dan" Wells (nascido em 4 de março de 1977) é um escritor estadunidense de ficção científica e horror. Um nativo do estado de Utah, ele atualmente reside em North Salt Lake, Utah, EUA.

## Vida pessoal
Wells escreveu as suas primeiras histórias, com base na série Choose Your Own Adventure, enquanto esteve na segunda série. Ele seguiu com vários romances e uma série de histórias em quadrinhos na escola. Ele conclui seu primeiro romance aos 22 anos. Dan é graduado graduou-se na Brigham Young University, possui bacharel em Inglês, enfatizando a escrita e edição.
Ele é irmão do escritor Robison Wells.

## Carreira
Wells é mais conhecido por seu livro I Am Not a Serial Killer, uma novela publicada nos EUA pela editora Tor Books. Foi lançado no Reino Unido, Austrália, Alemanha e Taiwan.

## Recepção crítica
O escritor de horror F. Paul Wilson, descreveu I Am Not a Serial Killer como um [livro] "deslumbrante de estreia imparável de ler" com um protagonista "arrepiante e cativante."
Em 2011, Wells foi nomeado para o pêmio John W. Campbell para o Novo Melhor Escritor. Sua novela, The Butcher of Khardov, recebeu uma nomeação ao Prêmio Hugo para a Melhor Novela em 2014.

## Obras

### Série John Wayne Cleaver
- I Am Not a Serial Killer (2009)
- Mr. Monster (2010)
- I Don't Want To Kill You (2011)[9]
- Next of Kin
- The Devil's Only Friend

### Série Partials
- Partials[10]
- Isolation
- Fragmentos
- Ruins

### Novelas independentes
- A Night of Blacker Darkness (áudiobook)
- The Hollow City (ISBN 978-0765331700)

### Histórias curtas
- "The Amazing Adventures of George" (2000), in Leading Edge #40[11]
- "Charybdis" (2011), in Leading Edge #61
- "The Mountain of the Lord" (2011), in Monsters & Mormons

### Novelas
- The Butcher of Khardov (June 18, 2013)

### Editoriais
- How to Write Good (2000), in Leading Edge #40[11]